# Сакуле
Сакуле је насеље у Србији, у општини Опово, у Јужнобанатском округу. Према попису из 2022. године било је 1629 становника.
Овде се налази Српска Православна црква Светог Николе у Сакулама.

## Историја
Сакуле се помињу већ 1432. године. У предтурско доба су потпадале под Ковинску жупанију. Калуђери манастира Пећке патријаршије свратили су скупљајући прилоге 1660. године и у Сакуле. Године 1716/18. до 1742. село је било под такозваним Неузинским процесом, а од те године, кад су процеси прекинути, околина Неузине је придодата Великобечкеречком округу, директно под Панчево, у чијем је дистрикту остала све до 1773. године, кад су укључене у XII немачко-банатску регименту. Године 1764. "Сакула" је православна парохија у Боканском протопрезвирату. Аустријски царски ревизор Ерлер је 1774. године констатовао да место "Сакула" припада дистрикту Панчево. Село има милитарски статус а становништво је српско. У XVIII веку, село је било у склопу Темишварске епархије у оквиру панчевачког протопијата. Када је 1797. године пописан православни клир Темишварске епархије, у месту су два свештеника. Пароси, поп Теодор Јовановић (рукоп. 1790) и поп Георгије Стејић (1791), служе се поред српског и са румунским језиком. Сакуле су као насеље постојале у подручју Срема, што показују Аустроугарске карте из 18 ог века, претпоставља се да су се налазиле у атару данашњег места Угриновци, покрај шуме Грмовца. Сакулчани по предању одлазе у сеоби у Банат и свој назив села дају новоформираном селу које стварају на другој страни Дунава, али неке породице које су остале и избегле сеобу и дан данас станују у Угриновцима и носе презиме Сакулац.
О животу и имовном стању сакулских житеља мало се зна, али је извесно да је село живело од сточарства и земљорадње, а делимично и од риболова. Друге делатности су биле мало заступљене, осим наравно, домаће радиности.
- Предање места Сакуле

“Опис места Сакуле”
Предања о насељу Петар Купусаревић парох Сакулски у периоду 1840-1878. године пише:
Најдаља сећања наших најстаријих људи доказују, да су у стара времена пре насељавања нашег старог села, живели Мађари к југу отприлике 3000 корака, на брежуљку званом Трунтаљ, а и данас исто место то име задржава, само што се по исељењу Мађара виногради са укусним вином и благородним воћем од новонасељених Срба засађени; које и данас постоје. А из ког разлога су Мађари са тог места отишли и куда то је непознато.
По исељењу Мађара у години 1737. доселиле се неке фамилије из Срема, а друге из Ердеља, и населише северно од места Трунтаља, на једно узвишено место-недалеко од текуће реке Тамиш и ту се настанили, где су и цркву себи подигли, које су место знаком обележили једним часним крстом и данас назначеним, и то место и сад се зове Старо село” .
По умножавању горенаведених фамилија почну се даље ширити, но будући, да је између садашњег старог села и новог села нашег била је једна велика умка на којој је по казивању старих једна кула постојала, из које је тачно у поноћ човек без главе на крмачи јашећи около куле трчао, и многа друга измишљања и сујеверја казивали, у години пак 1829. г. капетан Хамек бивши тада заповедник не могавши више којекаква измишљања и сујеверја слушати, заповеди исту кулу срушити, и тако на заповест његову изађе село са мотикама и ашовима, тако кулу порушише и поравнаше, и данас лепе и красне куће на истом месту постоје.
По рушењу куле почну се исељавати из Старог села, и насељавати иза речене куле; и на питање куда се тај и тај иселио, казивано је иза куле, од тада се по општем мишљењу, а и име наше село Сакуле добило.
После неког времена 1778. године почну се Срби насељавати и из других места, као из Кикинде, Врањева и Меленаца, а затим и из Србије и из других банатских села и Ердеља (из Влашке). Према изнетим подацима, види се да је порекло Сакуљана овако: Најстарије фамилије су у старом селу, а оне су већином тамо прешле из ранијег села на Сигету, а делом подолазили из осталог Баната.
тако да су себи у новом насељеном селу и цркву 1779. године од старог материјала подигли, број житеља тих времена није познат, касније са две Парохије од 2629 душа, највише Срба, као и сада за кратко време и школу себи подигоше, која и данас постоји ; 1844-1846. године стару цркву поруше и нову од доброг материјала подигоше, и бакром покрију. И та је црква славила летњег Св. Николу. Иконостас цркве је осликао Константин Пантелић, иконописац из Томашевца 1856-1858. године. Унутрашњост цркве је обновљена 1961. године. Црквене матичне књиге се воде кад је основано месно парохијско звање 1779. године.
Општина Сакуле је још 21. октобра 1814. године званично тражила право на одржавање годишњих вашара. Године 1864. одржавају се два вашара: о празнику Брашанчеву и у понедељак после празника "Свих светих". Срби су основали своју штедионицу 1893. године.
Сакуле је пред укидање Војне границе у културно-националном погледу предњачило у околини. Убрзо по оснивању Српског народног позоришта у Новом Саду, у Сакулама је од 1862. постојало вредно "Добровољно позоришно друштво" које је сваке сезоне одржавало више представа, са циљем да од прихода помажу Новосађане. То "Добровољно друштво Сакулско" је 1862. године зарадило и послало колегама новосадским прилога 20 ф. Село је 1867. добило своју читаоницу (читалиште), коју су основали пожртвовани Срби, а следеће 1868. године и Певачку дружину. Године 1862. српску књигу купише парох Петар Купусаревић, учитељ Андрија Петковић и други окупљени читатељи. Добровољно ватрогасно друштво су званично регистровали Сакуљани 1885. године. Парох сакулски поп Александар Ћурчић покренуо је маја 1895. године свој лист "Бранич православља", промовисан као "духовно-морални за народ". Новине које су штампане код Грчића у Великом Бечкереку, имале су примарни, прикривен циљ - борбу против нарастајуће назаренске секте у селу и околини. Светозар Ердељан је са пријатељима покушао почетком 1897. године да оснује "Ратарску читаоницу" у Сакулама. Било је неопходно да обезбеде статут и сазову оснивачку -конститутивну скупштину.
Године 1905. Сакуле су велика општина у Анталфалвском срезу (Ковачичком). Ту станује 2923 житеља у 551 дому. Срба има највише; њих 2293 православних душа (или 79%) имају 460 кућа. У месту су тада од јавних здања две цркве - православна и римокатоличка, затим комунална школа и забавиште. Од комуникацијских средстава тада село има пошту и телефон. У селу је српска црквена општина, скупштина је редовна под председништвом Лазе Недића. Црквена општина је богата, а њен земљишни посед је 116 кј.земље. Има две парохије (III и V платежне класе), парохијски дом, две парохијске земљишне сесије и српско православно гробље. Парох у једној парохији је 1905.године поп Лазар Удицки, родом из Велике Кикинде, који служи 16 година у месту. Друга парохија има администратора, поп Стевана Арсенијевића родом из Ботоша, који служи свих шест година у Сакулама. Парохијско звање је основано и матрикуле се воде од 1779. године. Школа је постала комунална 1875. године и издржава је политичка општина Сакулска. Школско здање је подигнуто 1850. године. Учитељско тело чине 1905. године: Милан Радованчев родом из Црепаје, Коста Легетић родом из Опова и учитељица Јелена Петровић родом из Панчева. Редовну наставу је похађало 290 ученика, а у недељну школу ишло 160 ђака старијег узраста.

## Манифестације
Најпознатија манифестација у Сакулама су Овчарски дани. Овај догађај се одржава сваке године у марту и том приликом се окупљају узгајивачи стоке (говеда, оваца, магараца итд), припремају и дегустирају специјалитети из домаће банаћанске кухиње, излажу ручни радови и одржава посебно атрактивна и већ надалеко позната трка на магарцима у више категорија, по којој су и Овчарски дани на првом месту препознатљиви. Сва ова дешавања су пропраћена богатим културно-уметничким програмом и посетом угледних личности из света културе и јавног живота.
Сеоска слава је Свети Никола (22. мај), дан који је такође званичан дан општине Опово.

## Знаменити Сакуљани
- Зоран Петровић, (1921-1996) академски сликар, професор Академије и књижевник ("Село Сакуле а у Банату"...)
- Љубомир Купусаревић, православни свештеник, прота Сомборски, образовао се у Кијевској Духовној академији (од 1871).

## Демографија
У насељу Сакуле живи 1641 пунолетни становник, а просечна старост становништва износи 41,9 година (40,6 код мушкараца и 43,2 код жена). У насељу има 681 домаћинство, а просечан број чланова по домаћинству је 3,01 (попис из 2002).
Ово насеље је великим делом насељено Србима (према попису из 2002. године), а у сваком попису становништва од Другог светског рата, примећен је пад у броју становника.
| Дијаграм промене популације села (без податак са пописа становника 2022. године) | \| Демографија[13] \| Демографија[13] \| Демографија[13] \| \| Година \| Становника \| Становника \| \| --------------- \| --------------- \| --------------- \| \| 1948. \| 2.908 \| \| \| 1953. \| 2.822 \| \| \| 1961. \| 2.725 \| \| \| 1971. \| 2.525 \| \| \| 1981. \| 2.280 \| \| \| 1991. \| 2.200 \| 2.194 \| \| 2002. \| 2.048 \| 2.081 \| \| 2011. \| 1.847 \| \| |            |
| Демографија                                                                      | |            |
| Година                                                                           | Становника | Становника |
| 1948.                                                                            | 2.908 |            |
| 1953.                                                                            | 2.822 |            |
| 1961.                                                                            | 2.725 |            |
| 1971.                                                                            | 2.525 |            |
| 1981.                                                                            | 2.280 |            |
| 1991.                                                                            | 2.200 | 2.194      |
| 2002.                                                                            | 2.048 | 2.081      |
| 2011.                                                                            | 1.847 |            |

| Етнички састав према попису из 2002.‍ | Етнички састав према попису из 2002.‍ | Етнички састав према попису из 2002.‍ | Етнички састав према попису из 2002.‍ | Етнички састав према попису из 2002.‍ |
| ------------------------------------ | ------------------------------------ | ------------------------------------ | ------------------------------------ | ------------------------------------ |
|                                      |                                      |                                      |                                      |                                      |
| Срби                                 | Срби                                 |                                      | 1.942                                | 94,82%                               |
| Југословени                          | Југословени                          |                                      | 27                                   | 1,31%                                |
| Роми                                 | Роми                                 |                                      | 23                                   | 1,12%                                |
| Словаци                              | Словаци                              |                                      | 19                                   | 0,92%                                |
| Румуни                               | Румуни                               |                                      | 6                                    | 0,29%                                |
| Македонци                            | Македонци                            |                                      | 6                                    | 0,29%                                |
| Црногорци                            | Црногорци                            |                                      | 5                                    | 0,24%                                |
| Хрвати                               | Хрвати                               |                                      | 3                                    | 0,14%                                |
| Мађари                               | Мађари                               |                                      | 2                                    | 0,09%                                |
| Албанци                              | Албанци                              |                                      | 2                                    | 0,09%                                |
| Муслимани                            | Муслимани                            |                                      | 1                                    | 0,04%                                |
| непознато                            | непознато                            |                                      | 2                                    | 0,09%                                |

| Година пописа     | 1948. | 1953. | 1961. | 1971. | 1981. | 1991. | 2002. |
| ----------------- | ----- | ----- | ----- | ----- | ----- | ----- | ----- |
| Број домаћинстава | 681   | 692   | 712   | 699   | 705   | 700   | 681   |

| Број чланова      | 1   | 2   | 3   | 4   | 5  | 6  | 7  | 8 | 9 | 10 и више | Просек |
| ----------------- | --- | --- | --- | --- | -- | -- | -- | - | - | --------- | ------ |
| Број домаћинстава | 132 | 180 | 135 | 108 | 61 | 48 | 12 | 4 | 0 | 1         | 3,01   |

| Пол    | Укупно | Неожењен/Неудата | Ожењен/Удата | Удовац/Удовица | Разведен/Разведена | Непознато |
| ------ | ------ | ---------------- | ------------ | -------------- | ------------------ | --------- |
| Мушки  | 851    | 222              | 538          | 50             | 37                 | 4         |
| Женски | 884    | 132              | 537          | 189            | 25                 | 1         |
| УКУПНО | 1.735  | 354              | 1.075        | 239            | 62                 | 5         |

| Пол    | Укупно                    | Пољопривреда, лов и шумарство | Рибарство                            | Вађење руде и камена | Прерађивачка индустрија       |
| ------ | ------------------------- | ----------------------------- | ------------------------------------ | -------------------- | ----------------------------- |
| Мушки  | 526                       | 317                           | 9                                    | 0                    | 63                            |
| Женски | 318                       | 185                           | 1                                    | 0                    | 36                            |
| УКУПНО | 844                       | 502                           | 10                                   | 0                    | 99                            |
| Пол    | Производња и снабдевање   | Грађевинарство                | Трговина                             | Хотели и ресторани   | Саобраћај, складиштење и везе |
| Мушки  | 0                         | 39                            | 28                                   | 4                    | 13                            |
| Женски | 1                         | 2                             | 33                                   | 4                    | 3                             |
| УКУПНО | 1                         | 41                            | 61                                   | 8                    | 16                            |
| Пол    | Финансијско посредовање   | Некретнине                    | Државна управа и одбрана             | Образовање           | Здравствени и социјални рад   |
| Мушки  | 4                         | 4                             | 14                                   | 9                    | 3                             |
| Женски | 3                         | 2                             | 3                                    | 17                   | 17                            |
| УКУПНО | 7                         | 6                             | 17                                   | 26                   | 20                            |
| Пол    | Остале услужне активности | Приватна домаћинства          | Екстериторијалне организације и тела | Непознато            | Непознато                     |
| Мушки  | 5                         | 2                             | 0                                    | 12                   | 12                            |
| Женски | 3                         | 1                             | 0                                    | 7                    | 7                             |
| УКУПНО | 8                         | 3                             | 0                                    | 19                   | 19                            |